# 君に贈る歌/ラッキーでハッピー
「君に贈る歌/ラッキーでハッピー」（きみにおくるうた/ラッキーでハッピー）は、日本のシンガーソングライター・小池徹平と、同じく日本のシンガーソングライター・ウエンツ瑛士がウエンツ瑛士とガチャピン・ムック名義で発売したスプリット・シングル。

## 概要
- WaTのメンバーであるウエンツ瑛士と小池徹平のソロデビュー企画第1弾によるスプリット・シングル。
- 今作は小池のソロデビュー曲という位置付けとなっており、ウエンツはウエンツ瑛士とガチャピン・ムック名義の楽曲のため厳密にはソロデビュー曲ではない。
- ソロ活動の目的については、個々のレベルアップを図りWaTの底上げに繋げるためとしている。ウエンツは「自分たちの音楽をソロで客観視することによって、WaTの新しい可能性を見つけ出したい」と、小池は「自分たちの可能性を広げ、よりパワーアップしたWaTを目指したい」と語っている[1]。
- 小池徹平ジャケット盤「君に贈る歌/ラッキーでハッピー」とウエンツ瑛士とガチャピン・ムックジャケット盤「ラッキーでハッピー/君に贈る歌」の2形態で発売された。両盤の収録曲は同一であるが、曲順がそれぞれ異っている。初回特典として小池徹平ジャケット盤3種類、ウエンツ瑛士とガチャピン・ムックジャケット盤1種類のポスターが付属された。

## 収録曲
1. 君に贈る歌[2]
作詞・作曲：小池徹平
編曲：小松清人
ストリングスアレンジ：前嶋康明
小池徹平ソロ楽曲。
CD化の要望が多数寄せられたためフルバージョンが制作された、小池出演による森永乳業『森永アロエヨーグルト』のCMソング。CMでは綺麗になりたい女性の気持ちを歌っているが、フルバージョンでは地元の友人に感化された応援ソングになっている。
第56回NHK紅白歌合戦でのメガネ姿が好評だったため、この楽曲のPVや出演した音楽番組ではメガネをかけて披露された。
2. ラッキーでハッピー[3]
作詞・作曲・編曲：TSUKASA
ウエンツ瑛士ソロ楽曲。
ウエンツがレギュラー出演によるフジテレビ系列『ポンキッキ』のテーマソングに起用されていた楽曲。ポンキッキのキャラクターであるガチャピンとムックも参加しており、振付はラッキィ池田が担当した。
3. 君に贈る歌 (Instrumental)[4]
作曲：小池徹平
編曲：小松清人
ストリングスアレンジ：前嶋康明
表題曲のインストゥルメンタル。
4. ラッキーでハッピー (Instrumental)[5]
作曲・編曲：TSUKASA
表題曲のインストゥルメンタル。

## 参加ミュージシャン
- 小池徹平：Vocal & Chorus (#1)、Acoustic Guitar (#1,3)
- ウエンツ瑛士：Vocal (#2)
- ガチャピン：Vocal (#2)
- ムック：Vocal (#2)
- 朝井泰生：Electric Guitar & Acoustic Guitar (#1,3)
- 華原大輔：Electric Bass (#1,3)
- 桜井正宏：Drums (#1,3)
- 弦一徹ストリングス：Strings (#1,3)
- 小松清人：Programming (#1,3)、Chorus (#1)

## タイアップ
- 森永乳業『森永アロエヨーグルト』CMソング (#1)
- フジテレビ系列『ポンキッキ』挿入歌 (#2)

## 収録アルバム
- pieces (#1)
- WaT Collection (#1)
- 卒業BEST (#1)